# Colonia Dignidad

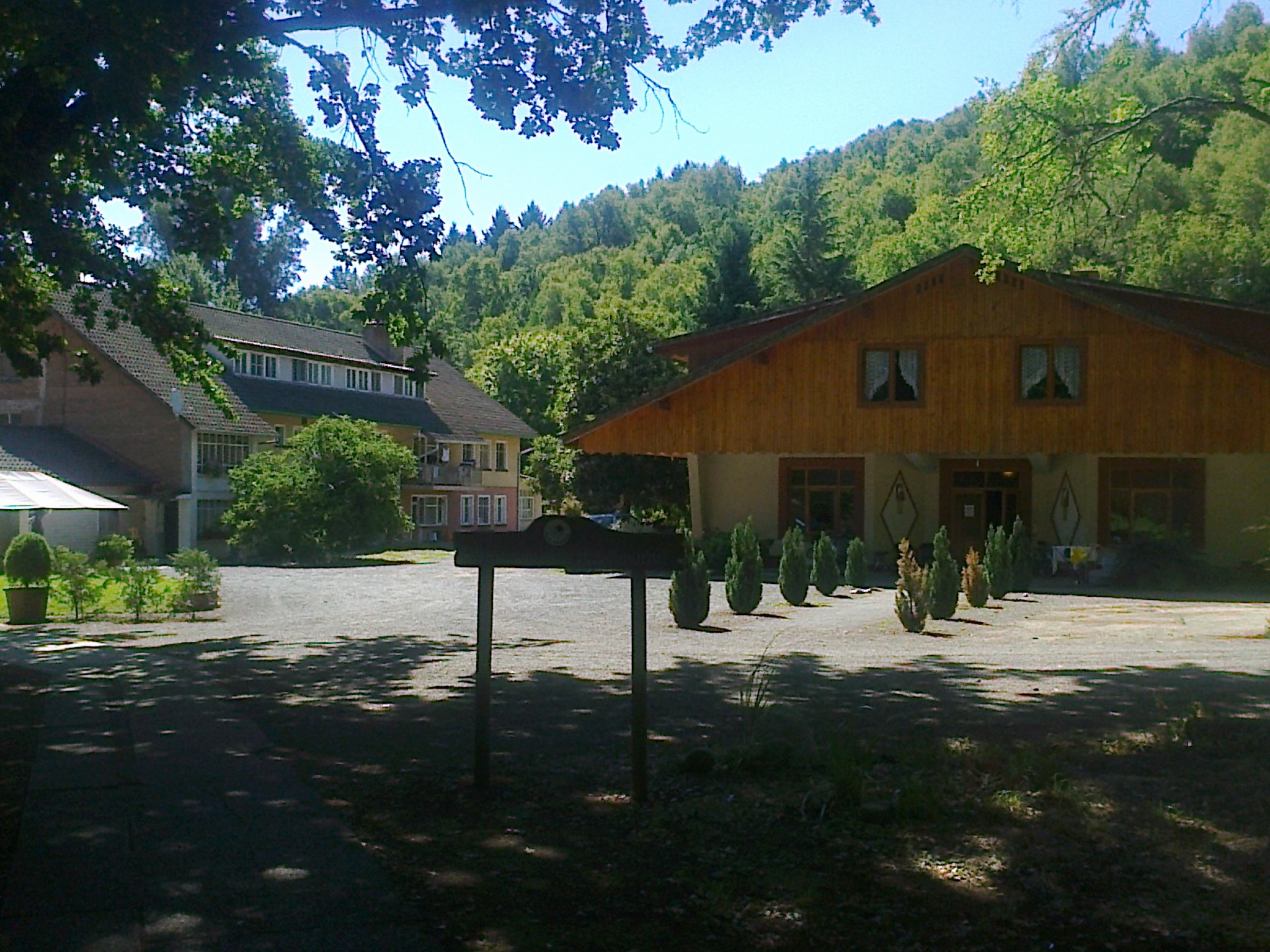
Villa Baviera, Februar 2014

Die Colonia Dignidad (spanisch für „Kolonie Würde“, offiziell Sociedad Benefactora y Educacional Dignidad / „Wohltätigkeits- und Bildungsgemeinschaft Würde“) war ein vom Sektengründer Paul Schäfer im Jahr 1961 gegründetes befestigtes Siedlungsareal in Chile, das von seiner ebenso bezeichneten christlichen Sekte von Auslandsdeutschen bewohnt und betrieben wurde. Die Colonia Dignidad wurde unter anderem wegen der von Paul Schäfer betriebenen Unterdrückung der Bewohner und systematischen sexuellen Missbrauchs von Jungen sowie während der Pinochet-Diktatur begangener Menschenrechtsverletzungen weltweit bekannt und kritisiert. Seit 1988 heißt die Anlage Villa Baviera („Dorf Bayern“).

## Lokalisierung
Die 30 Quadratkilometer umfassende Colonia Dignidad liegt ca. 400 Kilometer südlich der Hauptstadt Santiago de Chile, im Gemeindegebiet von Parral in der VII. Region, 33 Kilometer südöstlich des Stadtzentrums von Parral und 11 Kilometer südöstlich des Ortes Catillo. Die Siedlung liegt am Río Perquelauquén, der hier die Grenze zur Gemeinde San Fabián in der XVI. Region bildet.

## Geschichte
Im Jahr 1956 gründeten der ehemalige evangelische Jugendpfleger Paul Schäfer und der aus der Gronauer Baptistengemeinde ausgeschlossene Prediger Hugo Baar in Heide bei Siegburg die „Private Sociale Mission“, ein Erziehungsheim für Kinder von Gruppenmitgliedern. Die Trennung von der Evangelisch-Freikirchlichen Gemeinde Gronau, bei der sich 35 von 93 Ehepaaren Paul Schäfer anschlossen, erfolgte zur Jahreswende 1959/1960. Ähnliches gelang Schäfer auch in Österreich: Dort liefen 30 Mitglieder der Grazer Pfingstgemeinde zu Schäfers namenloser Privatsekte über. Dabei wurden schriftliche – vom Beichtenden unterschriebene – Aussagen später gegen Beichtende in erpresserischer Weise verwendet.

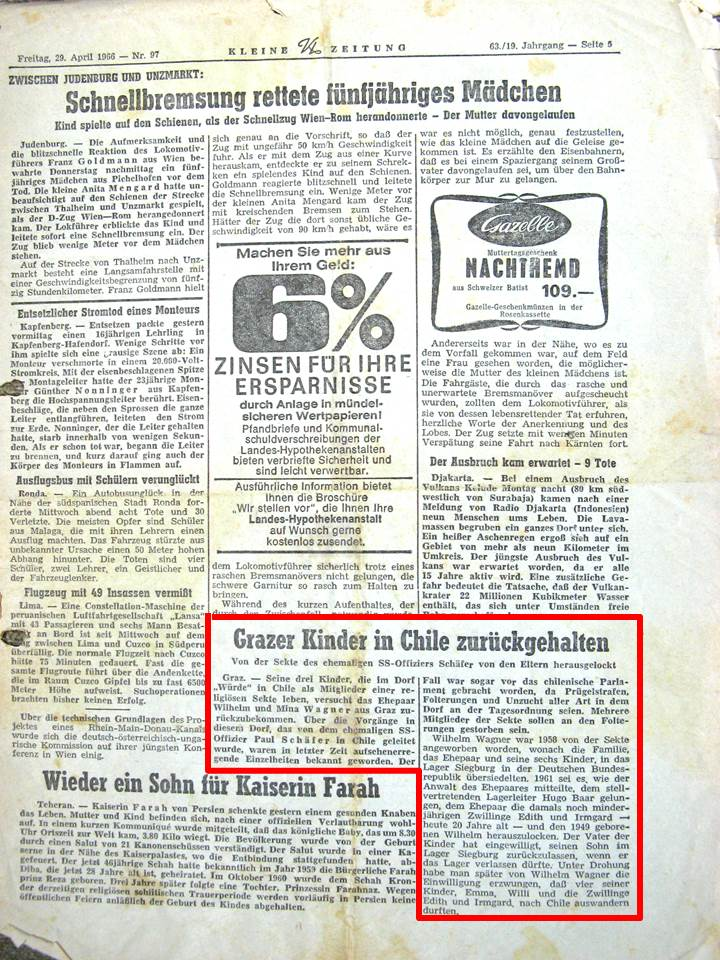
Zeitungsartikel von Gerda Hardt-Stremayr: Grazer Kinder in Chile zurückgehalten

Wegen Ermittlungen der Staatsanwaltschaft gegen Schäfer aufgrund von Anzeigen wegen Vergewaltigung von zwei Jungen floh er 1961 mit ca. 150 Mitgliedern der Gruppe nach Chile und gründete die Colonia Dignidad. Startkapital waren unter anderem 900.000 Mark, die er durch den (kurzfristigen?) Verkauf seines Erziehungsheims am Südrand des Standortübungsplatzes Wahn an die Bundeswehr erhielt. Ebenso flossen Renten von Gruppenmitgliedern ungeprüft auf sein Konto. Formales Gründungsdatum war der 26. Juni 1961. Offizieller Zweck war die Betreuung von Kindern, die durch das Erdbeben von Valdivia 1960 zu Waisen geworden waren. Ende des Jahres erwarb die Gemeinschaft allerdings das Gut El Lavadero rund 500 Kilometer nördlich des Erdbebengebiets. Im September 1961 erfolgte die Anerkennung der Gemeinnützigkeit. Schäfer versprach ein „urchristliches Leben im gelobten Land“ und prophezeite eine angeblich drohende russische Invasion in Deutschland, um Zögernde und Ängstliche umzustimmen. Mit Falschaussagen und gefälschten Papieren entführte er zugleich Minderjährige nach Chile, deren Eltern ihre Erlaubnis zu einer angeblichen Chorfreizeit gegeben hatten. Autor Dieter Maier nennt dies „die größte Massenentführung in der Geschichte der Bundesrepublik“. In Deutschland und Österreich zurückgebliebene Eltern bemühten sich erfolglos, ihre Kinder wieder nach Hause zu holen.
Laut einem im Jahr 1966 aus der Kolonie geflohenen Jugendlichen, Wolfgang Kneese, mussten die Koloniebewohner Fronarbeit leisten und wurden scharf überwacht. Diese Berichte führten im gleichen Jahr zu ersten Ermittlungen chilenischer Behörden. Ein Prozess vor dem Appellationsgericht in Chillán verlief aber ergebnislos, da die Mitglieder der Colonia vorgaben, dass der Hauptbeschuldigte Schäfer die Gemeinschaft verlassen habe und verschollen sei. Im August 1967 wurden die Ermittlungen eingestellt. Parallel stellten Gesundheits-, Finanz- und Zollbehörden verschiedene Regelverstöße fest, die eine Verwirkung von Privilegien hätten nach sich ziehen können. In diesem Rahmen kam es sowohl zu juristischen Auseinandersetzungen als auch zu gewaltsamem Widerstand gegen Zollfahnder und zu einem Hungerstreik der Sekte. Dies alles führte zu einer zunehmend kritischen Berichterstattung in der chilenischen Presse und schließlich zur Einrichtung eines Untersuchungsausschusses in der Abgeordnetenkammer, der Ende 1968 aber die Vorwürfe größtenteils zurückwies. Auf weiter laufende Ermittlungen reagierte die Sekte damit, Ende Mai 1969 die Änderung ihrer Satzung zu beantragen. Danach gab es vorerst keine Untersuchungen und auch kaum noch eine Thematisierung der Colonia in der chilenischen Presse.
Neben millenaristischen Elementen und dem Bezug auf die Gütergemeinschaft der Jerusalemer Urgemeinde spielten in der Lehre auch pfingstliche Ansichten eine Rolle.
In Chile baute die Gruppe eine Kolonie auf, in der sie streng abgeschottet von der Außenwelt lebte und nur ausgewählte Besucher empfing. Die Siedler konnten lange Zeit fast autark leben, da sie ein „Mustergut“ aufgebaut hatten, für das sie viel Bewunderung ernteten. Trotz dieser Abschottung baute die Sekte durch Geschenke und Gefälligkeiten Unterstützernetzwerke auf, die sie gegen staatliche Ermittlungen und journalistische Recherchen abschirmte. Dazu gehörten Landarbeiter, Polizisten, Beamte und Lokalpolitiker in der Region. Die Führung hatte Kontakte zur rechtsextremen Gruppierung Patria y Libertad und unterstützte damit indirekt den Putsch des chilenischen Militärs am 11. September 1973. Dabei wurden unter Ausnutzung zollrechtlicher Vorteile Schusswaffen und Munition aus Deutschland über den Seeweg illegal nach Chile eingeschleust, die sowohl innerhalb des Komplexes wie auch durch Patria y Libertad Verwendung fanden. Bei den Waffen, die auf dem Gelände der Sekte gelagert wurden, handelte es sich unter anderem um Raketenwerfer und Granaten. Auch soll zwischen 1978 und 1980 das Giftgas Sarin in der Kolonie produziert worden sein.
Während der Militärdiktatur wurde die Kolonie zu einer Operationsbasis des Pinochet-Geheimdienstes Dirección de Inteligencia Nacional (DINA). Sie diente auch als Stützpunkt des Projektes „ANDREA“ (Alianza Nacionalista de Repúblicas Americanas / „Nationalistische Allianz amerikanischer Republiken“). Dieses Projekt war zur Zusammenarbeit lateinamerikanischer Nationalisten, Geheimdienstler und Antisemiten mit rechtsextremer Stoßrichtung bestimmt. Details dazu wurden unter anderem ab 1985 durch Aussagen von Hugo Baar bekannt, nachdem er – als einstiger Mitbegründer – im Dezember 1984 aus der Coloniaanlage geflohen war.
In der Endphase der Pinochet-Diktatur ab 1988 leitete die Colonia Dignidad eine umfassende Umstrukturierung zur Nachfolgeorganisation „Villa Baviera“ (Bayerisches Dorf) ein. Mit diesem Zug schützte sie sich vor der Auflösung. Ländereien und Besitz der Siedlung wurden mittels einer undurchsichtigen Holding in mehrere geschlossene Aktiengesellschaften überführt. Die Holding besteht in abgewandelter Form bis heute (2023). Der Autor Jan Stehle listete in seinem 2022 erschienenen Buch Colonia Dignidad. Zum Umgang bundesdeutscher Außenpolitik und Justiz mit Menschenrechtsverletzungen 1961–2020 insgesamt 23 Unternehmen auf, die zu der Holding gehören, darunter Tourismus-, Landwirtschafts- und allein acht Immobilienunternehmen. Die Repräsentanten der Firmen sind insgesamt weniger als zwanzig Personen, meist Nachfahren von Mitgliedern der früheren Führungsgruppe. Sie verfügen damit weiterhin über das Vermögen der Sekte.
Die Regierung Chiles unter Präsident Patricio Aylwin entzog der Organisation im Jahr 1991 den Status der Gemeinnützigkeit, mit der sie stets von Steuerfreiheit profitiert hatte, und löste sie damit formal auf. Zudem erkannte sie die deutschen Abschlüsse des Krankenhauspersonals nicht mehr an und ließ das Krankenhaus schließen. In das Jahr 1991 fällt auch die Umbenennung der Colonia Dignidad in Villa Baviera/„Bayrisches Dorf“ durch Schäfer, die dieser als Hommage an seinen Freund Franz Josef Strauß vornahm.
Schäfer erreichte durch Mobilisierung der lokalen Bevölkerung die Wiedereröffnung des Krankenhauses und öffnete in den Folgejahren die Kolonie für Wochenend- und Ferienaufenthalte chilenischer Kinder. Im Jahr 1996 zeigten chilenische Eltern Paul Schäfer wegen sexuellen Kindesmissbrauchs an. Daraufhin wurde er per Haftbefehl und mittels Razzien gesucht, und Schäfer tauchte unter, andere aus seinem Umfeld flüchteten vor der chilenischen Justiz ins Ausland. Die Colonia wurde danach zunächst von verschiedenen Vertrauten Schäfers geleitet. Alle Versuche des demokratischen Chile, die Kolonie unter Kontrolle zu bekommen, scheiterten bis zur Festnahme Schäfers im Jahr 2005. Als Gründe werden Verflechtungen mit Pinochet-Anhängern, der vor Ort ansässigen Polizei und lokal Mächtigen und die Unüberschaubarkeit des riesigen Areals genannt.
1997 gelang zwei Jugendlichen aus der Colonia die Flucht nach Deutschland; deutsche Medien veröffentlichten deren authentische Schilderungen.
Als letzte historische Phase beschreibt der Politikwissenschaftler Jan Stehle den langsamen Öffnungsprozess ab der Verhaftung Paul Schäfers im Jahr 2005, nachdem chilenische Familien, deren Kinder der Sektenchef in der Villa Baviera vergewaltigt hatte, ab 1996 Anzeigen gegen ihn erstattet hatten.

## Menschenrechtsverletzungen
Die Siedlung, in der nach Schätzungen zwischen 250 und 350 Menschen lebten, stand seit 1976 unter der Beobachtung von UNO und Amnesty International. Der Autor Jan Stehle sieht zwei komplementäre Bereiche der Verbrechen in der Colonia Dignidad: Verbrechen im Innern der Gemeinschaft und solche gegen Nichtmitglieder. Die innere Struktur bestand aus einer „pseudoreligiösen Verbrechergemeinschaft“, die fast ein halbes Jahrhundert lang „interne Verbrechen“ gegen ihre eigenen Mitglieder beging. Über die internen Verbrechen berichteten glaubwürdig u. a. geflüchtete Bewohner. Zum anderen wertet er die Colonia Dignidad als „kriminelle Organisation“, die „externe Verbrechen“ beging, die sich gegen Menschen außerhalb der Siedlung richteten.
Als quasi kriminelle Organisation beging die Gemeinschaft betrügerische Adoptionen und Sexualverbrechen an chilenischen Kindern aus der ländlichen Gegend um Colonia Dignidad. Kinder und Jugendliche der eigenen Bewohner wie auch der Bauernfamilien aus der Gegend wurden in der Gemeinschaft immer wieder sexuell missbraucht, vor allem Jungen unter sexuellem Aspekt körperlich gezüchtigt und die Kinder mit Elektroschocks und Psychopharmaka misshandelt.
Protegiert von der chilenischen Pinochet-Diktatur machte sich die Colonia Dignidad zu deren Instrument. Die Kolonie wurde während der Diktatur als Folterzentrum des chilenischen Geheimdienstes genutzt. Folter und Mord an politischen Gefangenen zwischen 1973 und 1990 sind mannigfach belegt. In der Colonia Dignidad gefangen gehaltene Chilenen wurden als Zwangsarbeiter eingesetzt. Es wurden medizinische Versuche an Häftlingen durchgeführt. Bekannt wurde auch, dass in der Kolonie Häftlinge ermordet und im Waldgebiet verscharrt worden waren und dass die Sektenführung die Reste später hatte ausgraben und entsorgen lassen. Die Colonia war auch in der Waffenproduktion und dem Waffenhandel aktiv.
Die Colonia Dignidad führte ab 1977 ein Verleumdungsverfahren gegen Amnesty International. Es wurde einer der längsten Zivilprozesse in der bundesdeutschen Rechtsgeschichte. Die Menschenrechtsorganisation gewann ihn schließlich 1997 aus formalen Gründen, da die Colonia Dignidad nicht mehr rechtsfähig war.

## Haltung deutscher Behörden und Regierungskreise
Medien berichteten, dass aus den Archiven des Auswärtigen Amtes hervorgeht, dass die deutsche Botschaft in Santiago schon 1967 informiert war, „dass sich der gesuchte Schäfer mit etwa 60 minderjährigen Kindern in der Colonia Dignidad aufhält“ und Bewohner an einer Flucht gehindert würden. In einem Schriftenerlass des Auswärtigen Amtes von 15. März 1968 war polizeilicher Schutz für die Bewohner beim Verlassen der Kolonie vorgesehen, doch der Erlass blieb ohne Folgen. Einer der Minderjährigen, der flüchtete und in die Botschaft gelangte, wurde nach Angaben eines Opferanwalts zurückgebracht und blieb danach 40 Jahre lang unter Elektroschocks und Tabletten im Krankenhaus der Sekte. Im Jahr 1972 besuchte die Botschaft nach diesem Vorfall erstmals die Sekte und konstatierte Zwangsarbeit, Selbstjustiz und Prügelstrafe.
Die deutsche Regierung zeigte ursprünglich kein Interesse an einer Aufklärung der Vorgänge in der Kolonie. Dennoch vom Auswärtigen Amt mit einer Überprüfung der Gerüchte beauftragt, berichtete Erich Strätling, deutscher Botschafter in Chile zwischen 1976 und 1979, die Vorwürfe gegen die Colonia Dignidad seien haltlos und eine pauschale Diffamierung einer Gemeinschaft deutscher Staatsangehöriger.
Laut Jan Stehle vom Forschungs- und Dokumentationszentrum Chile-Lateinamerika hatte die Colonia Dignidad in Deutschland eine Lobby insbesondere bei CDU und CSU. Die Kolonieführung unterhielt Kontakte zu beiden Parteien. CSU-Politiker wie zum Beispiel Wolfgang Vogelsgesang besuchten die Kolonie. Über einen vermuteten Besuch von Franz Josef Strauß in der Colonia 1977 wurde Jahrzehnte später in verschiedenen Medien berichtet. In 2012 bestätigte die Hanns-Seidel-Stiftung einen Kurzbesuch von Strauß in der Kolonie; 2018 dementierte die Seidel-Stiftung den Kurzbesuch wieder und legte einen Terminplan der Reise vor. Bis Mitte der 1990er Jahre war ein signiertes Porträt von Strauß an prominenter Stelle aufgehängt. Die bayerische Landesregierung und die Hanns-Seidel-Stiftung sollen Gerhard Mertins’ „hervorragenden Eindruck“ von der Siedlung bestätigt haben.
Der Königswinterer Waffenhändler und ehemalige SS-Offizier Gerhard Mertins (Merex AG) gründete den „Freundeskreis Colonia Dignidad“, dem auch ZDF-Moderator Gerhard Löwenthal nahestand. Der CDU-Bundestagsabgeordnete Adolf Herkenrath und andere agierten permanent gegen Colonia-Kritiker wie Norbert Blüm. Aus dem rechtskonservativen Umfeld gab es außerdem Unterstützung von dem Strauß-Protegé Lothar Bossle und Ludwig Martin. Geheimdokumente der damaligen chilenischen Militärregierung zeigen, dass Bossle und Martin die chilenische Regierung 1987 davor gewarnt hatten, dass die deutschen Medien von den Geschehnissen in der Colonia Dignidad erfahren könnten. Der damalige Vize-Außenminister Chiles schlug daraufhin ein Koordinierungstreffen vor, um die Causa „Colonia Dignidad“ stillschweigend zu lösen. In diesem Zusammenhang schrieb der damalige Botschaftsmitarbeiter Dieter Haller nach einem Besuch der Colonia Dignidad 1987 entsetzt: „So muss Theresienstadt gewesen sein.“ Als Reaktion richtete Haller eine „Konsularsprechstunde“ ein, bei der die Bewohner der Colonia in der Botschaft vorsprechen konnten.
Im Januar 1989 wurden, wie 2016 bekannt wurde, Zahlungen der deutschen Rentenversicherung beendet, nachdem Blüm eine Überprüfung der Rentenzahlungen angekündigt hatte und es Vertretern des Bundesversicherungsamts verwehrt wurde, die Rentenbezieher persönlich zu treffen.
Minister Norbert Blüm, bei einem Besuch 1987 in Chile nicht in die Colonia eingelassen, sagte dem Diktator Pinochet: „Sie sind ein Folterknecht!“ Für die Sondersitzung des Bundestages 1988 zur deutschen Chile-Politik hatte er einen sehr kritischen Redebeitrag vorbereitet und wollte Asyl für 16 Folteropfer erreichen, deren Exekution Pinochet bereits persönlich bewilligt hatte. Die CDU/CSU-Führung setzte ihn auf den letzten Platz der Rednerliste der Union und seine Vorredner überzogen ihre Redezeit. Blüm konnte seine Kenntnisse und Bewertungen zur Colonia nur vortragen, weil ihm die Fraktion der Grünen fünf Minuten Redezeit zur Verfügung stellte. Nur deshalb konnte er seine Kritik an der Kolonie, dem Versagen deutscher Behörden und den einflussreichen Unterstützern vortragen. Mit seiner emotionalen Rede erreichte Blüm, dass Niedersachsens Ministerpräsident Ernst Albrecht den 16 Menschen Asyl gab.
Der investigative Journalist Gero Gemballa, der zwei Bücher zum Thema verfasste, macht ein institutionalisiertes Geflecht aus deutschen, chilenischen und internationalen Wirtschafts- und Geheimdienstinteressen, Waffenschieberei und aktiver Komplizenschaft bei der Liquidierung von Gegnern des Pinochet-Regimes deutlich. Darum habe man die Colonia unantastbar zu machen versucht, woran alle Versuche, diese kriminelle Vereinigung auszuschalten, gescheitert seien. Er widersprach damit der These, dass es für die Verbrechen der Colonia Dignidad nur einen einzigen, allein verantwortlichen Täter gegeben habe, nämlich Paul Schäfer.
Der pensionierte Bundeswehroffizier Heinrich Schlüter, der kein Sektenmitglied war, leitete in den 1980er und 1990er Jahren Chor und Orchester der Gemeinschaft.

## Strafprozesse
Am 17. November 2004 erkannte ein chilenisches Gericht Paul Schäfer des sexuellen Missbrauchs von 27 Kindern für schuldig. Schäfer war bei der Verhandlung nicht anwesend. 22 weitere chilenische und deutsche Mitglieder der Colonia Dignidad wurden für schuldig befunden, den Kindesmissbrauch vertuscht und die Justiz behindert zu haben. Sie erhielten Freiheitsstrafen von bis zu fünf Jahren. Zusätzlich wurden Entschädigungszahlungen an die Opfer und deren Familien in Höhe von 540 Millionen chilenischen Pesos (691.000 Euro) festgesetzt. Führungsmitglieder der Siedlung wurden 2013 vom Obersten Gerichtshof Chiles zu Entschädigungszahlungen von umgerechnet etwa 1,3 Millionen Euro an Opfer von sexuellem Missbrauch und Vergewaltigung in den 1990er Jahren verurteilt. Um das Geld aus den Vermögenswerten der Siedlung zu erlangen, wurden Teile des 17.000 Hektar großen Geländes zwangsversteigert und verkauft. 2022 waren die Entschädigungszahlungen an elf Chilenen und ihre Familien abgeschlossen.
Am 10. März 2005 wurde der untergetauchte Schäfer in Argentinien enttarnt und festgenommen. Im Dezember 2005 erfolgte eine weitere Anklage gegen Schäfer, nachdem die ehemalige Leiterin der Klinik der „Colonia“, Gisela Seewald, gestanden hatte, Kinder mit Elektroschocks gequält und psychiatrischen Behandlungen unterzogen zu haben, um deren von Schäfer behauptete „Besessenheit“ zu behandeln. In der Anklageschrift wird Schäfer und Seewald unter anderem vorgeworfen, acht Kinder deutscher Herkunft ihren Eltern entrissen und schwer misshandelt zu haben. Im Mai 2006 wurde Paul Schäfer wegen Kindesmissbrauchs in 25 Fällen zu 20 Jahren Haft verurteilt. Für Paul Schäfer folgten weitere Verurteilungen, zuletzt auch wegen Mordes. Im April 2010 starb er im Alter von 88 Jahren im Gefängnis von Santiago de Chile.
Im Juli 2006 gestand Gerhard Mücke, ein ehemaliges Führungsmitglied, dass 22 Regimegegner nach dem Putsch vom 11. September 1973 in der Colonia Dignidad ermordet und anschließend verbrannt worden seien. Schäfers ehemaliger Stellvertreter Gerd Seewald wurde 2013 wegen der Beteiligung an 16 Fällen von Kindesmissbrauch zu fünf Jahren Haft verurteilt und starb 2014 im Alter von 93 Jahren in der Haftanstalt von Cauquenes. Der frühere Vizechef und Krankenhaus-Leiter der Colonia Dignidad Hartmut Hopp war in Chile wegen sexuellen Kindesmissbrauchs zu fünf Jahren Haft verurteilt worden, entzog sich der chilenischen Justiz jedoch durch eine Flucht nach Deutschland. Die Krefelder Staatsanwaltschaft ermittelte ab 2011 gegen ihn, es kam jedoch nicht zur Eröffnung eines Prozesses. 2019 wurden die Ermittlungen gegen Hopp wegen mangelnder Beweise eingestellt. Die gemeinsame Kommission von Bundesregierung und Bundestag (siehe Abschnitt Deutsche Politik), ausgenommen der AfD-Vertreter Waldemar Herdt, kritisierte die Entscheidung. Ein Antrag auf Wiederaufnahme wurde 2020 abgelehnt. Opfer stellten daraufhin beim OLG Düsseldorf einen Antrag auf Klageerzwingungsverfahren, das European Center for Constitutional and Human Rights (ECCHR) reichte im Februar Aufsichtsbeschwerden beim Justizministerium Nordrhein-Westfalens ein. Auch das ehemalige Führungsmitglied Reinhard Döring entging einer Strafverfolgung in Chile nach seinem Umzug nach Deutschland im Jahr 2004. Er wurde mit internationalem Haftbefehl gesucht. Die Staatsanwaltschaft Münster ermittelte jedoch ohne Ergebnis. Im Oktober 2021 wurde er während einer Urlaubsreise in Italien festgenommen und ein Auslieferungsantrag seitens Chiles wurde gestellt. Aus gesundheitlichen Gründen wurde er während des laufenden Auslieferungsverfahrens jedoch aus der italienischen Untersuchungshaft entlassen und begab sich danach sofort nach Deutschland. Insgesamt haben deutsche Ermittlungsbehörden in 13 Fällen gegen Personen der Colonia Dignidad ergebnislos ermittelt und die entsprechenden Personen nicht ausgeliefert.
Ende Dezember 2016 wurden Gerhard Mücke, Kurt Schnellenkamp und Karl van den Berg sowie zwei chilenische Geheimdienstmitarbeiter letztinstanzlich zu Haftstrafen von fünf Jahren verurteilt. Ihnen wurde unter anderem die Gründung einer kriminellen Vereinigung zur Last gelegt. Vier weitere Angeklagte wurden freigesprochen.

## Aufarbeitung und Gegenwart
In der Nacht zum 28. August 2005 wurde die Kolonie von der chilenischen Justiz unter Zwangsverwaltung gestellt. Der Anwalt Herman Chadwick übernahm die Verwaltung ihrer Unternehmen. Diese Maßnahme wurde aber kurz darauf vom chilenischen Sonderrichter Jorge Zepeda wieder aufgehoben.
Nun öffnete sich die Gruppe der Öffentlichkeit. Im April 2006 veröffentlichten etwa 140 Bewohner ein Schuldbekenntnis. In der Öffentlichen Erklärung an unsere Mitbürger in Chile und Deutschland, die in der chilenischen Presse im Wortlaut abgedruckt wurde, heißt es u. a.: „Wir tragen die Schuld, dass wir uns nicht gegen den despotischen Leiter erhoben haben; die Schuld, dass auf unserem Grundstück Menschen ungesetzlich festgehalten wurden, von denen einige umgebracht worden sein sollen und deren Leichen verschwunden sind.“ Daneben wurde Psychotherapeuten des deutschen Außenministeriums der Zugang zu dem von ihnen bewohnten Gebiet gewährt.
Im Februar 2007 veröffentlichte Klaus Schnellenkamp ein autobiographisches Buch mit dem Titel Geboren im Schatten der Angst. Dieses gilt als das einzige umfassende Dokument aus erster Hand eines bedeutenden Zeitzeugen dieser Sekte. In Dutzenden Fernsehauftritten und Presseinterviews brachte Schnellenkamp noch einmal die Colonia Dignidad in die internationalen Schlagzeilen.
2016 lebten nach Angaben der deutschen Bundesregierung in ihrer Antwort auf eine parlamentarische Anfrage rund 140 Mitglieder der ehemaligen Colonia Dignidad noch immer auf dem 30 km² großen Gebiet. Die Schlafsäle, wo früher Männer, Frauen und Kinder getrennt geschlafen hatten, wurden in Wohnungen umgewandelt, in denen nun Familien lebten. Jungen Mitgliedern der Siedlung soll es erlaubt sein, an chilenischen Universitäten zu studieren. Das temporäre Reformkomitee der Gemeinschaft bestand nach Medienberichten aus 30–40 Jahre alten Männern. Ein Teil der Bewohner siedelte nach Deutschland über und bewegte sich nach Berichten der Süddeutschen Zeitung von 2011 teilweise im Umfeld der Krefelder Freien Volksmission.
2012 wurde der Gemeinschaftsbau zu einem Hotelbetrieb umgestaltet. Unter der Leitung von Anna Schnellenkamp, selbst eines der früheren Opfer, warb das „Hotel Villa Baviera“ fortan mit bayerischer Folklore um Kunden. Diese Weiterführung der Einrichtung zu touristischen Zwecken war umstritten und erregte vor allem unter Chilenen Unmut.

### Deutsche Politik
Das deutsche Außenministerium gab im April 2016 bekannt, bisher unter Verschluss gehaltene Akten freizugeben. Außenminister Frank-Walter Steinmeier verfügte, dass die Sperrfrist für die Akten von 30 Jahren auf 20 Jahre verkürzt werde. Betroffene und Opfer begrüßten den Schritt. Gleichwohl bleiben viele Forderungen offen, etwa die nach Einsetzung einer Historikerkommission, nach der Aufklärung der Umstände der Flucht und dem Verkauf des Heimes, nach einem Denkmal auf dem Gelände für die deutschen und chilenischen Opfer, nach Entschädigungen und nach Öffnung des Archivs des Bundesnachrichtendienstes (BND), denn der BND-Mitarbeiter und Waffenhändler Gerhard Mertins unterhielt enge Beziehungen zu Schäfer.
Bundespräsident Joachim Gauck bedauerte im Juli 2016 Versäumnisse Deutschlands im Umgang mit der Colonia Dignidad. Deutsche Diplomaten hätten jahrelang weggeschaut und die Unterdrücker gewähren lassen. Er hätte sich gewünscht, dass die deutsche Außenpolitik schon früher deutliche Worte zu den kriminellen Vorgängen in der Siedlung gefunden hätte. Deutsche Diplomaten müssten aus den geschehenen Versäumnissen lernen, sich immer „an die Seite der Opfer“ zu stellen.
Der Bundestag beschloss am 29. Juni 2017 auf gemeinsamen Antrag von drei damals im Bundestag vertretenen Fraktionen (CDU/CSU, SPD und Bündnis 90/Die Grünen) ohne Gegenstimme, dass die Verbrechen der Colonia Dignidad aufgearbeitet werden sollten. Keine Mehrheit fand ein zweiter Antrag (Drucksache 18/11805), in dem 92 Abgeordnete von Linksfraktion, Bündnis 90/Die Grünen sowie die SPD-Abgeordnete Ulli Nissen die weitergehende Aufarbeitung der Verbrechen in der Colonia Dignidad und Hilfe für die Opfer forderten.
Die drei Fraktionen erkannten in ihrem Antrag die vor allem nach einem Bundestagsbeschluss vom Mai 2002 (Drucksache 14/7444) erbrachten Bemühungen der Bundesregierung an, schrieben aber: „Die bisher geleistete Hilfe war allerdings nicht immer ausreichend oder bedarfsgerecht.“ Sie forderten die Bundesregierung (Kabinett Merkel III) auf, „nach dem Bekenntnis zu moralischer Mitverantwortung den Worten nun Taten folgen zu lassen“. Das Parlament forderte die Bundesregierung auf, bis 30. Juni 2018 dem Bundestag ein Konzept für Hilfsleistungen zur Beratung vorzulegen und dessen Finanzierung zu prüfen. Strafrechtliche Ermittlungen sollen vorangetrieben werden.
Außerdem wurde gefordert, die Geschichte der Sekte mit einem wissenschaftlich begleiteten Oral-History-Projekt aufzuarbeiten. Die daraufhin von der Freien Universität Berlin erarbeitete Interviewsammlung Colonia Dignidad. Ein chilenisch-deutsches Oral-History-Archiv ging im März 2022 online.
Das Auswärtige Amt erklärte mit einer Pressemitteilung vom 12. Juli 2017, dass Deutschland und Chile eine Gemischte Kommission zur „Colonia Dignidad“ einsetzen würden. Der Regionalbeauftragte für Lateinamerika und Karibik, Botschafter Dieter Lamlé, und der Botschafter der Republik Chile, Patricio Pradel, hätten hierzu eine Absprache über die Einsetzung einer Chilenisch-deutschen Gemischten Kommission unterzeichnet. Diese solle ein Rahmen für die Aufarbeitung des in der „Colonia Dignidad“ verübten Unrechts, die Integration der Opfer in die Gesellschaft sowie die Einrichtung eines Gedenkorts sein.
Die Bundesregierung legte Mitte 2018 einen Entwurf für ein Hilfskonzept vor, das von den Bundestagsabgeordneten Renate Künast (Bündnis 90/Die Grünen) und Michael Brand (CDU) scharf kritisiert wurde. Nach Angaben der Bundesregierung sei das Ziel, „konkrete Hilfsmaßnahmen für erlittenes und heute noch bestehendes Leid der Opfer zu leisten“. Die „Richtlinien für die Ausgestaltung des Hilfskonzepts, konkrete Leistungen, den in Frage kommenden Personenkreis und die Höhe der erforderlichen Mittel“ wurden in einer gemeinsamen Kommission erarbeitet, zu der 2018 mit Beschluss des Deutschen Bundestages Michael Brand (CDU), Volker Ullrich (CSU), Matthias Bartke (SPD), Karl-Heinz Brunner (SPD), Waldemar Herdt (AfD), Konstantin Kuhle (FDP), Friedrich Straetmanns (Die Linke) und Renate Künast (Bündnis 90/Die Grünen) gewählt wurden. Im März 2022 benannte der Deutsche Bundestag als neue Mitglieder der „Gemeinsamen Kommission“ zur Begleitung der Hilfsleistungen die Abgeordneten Isabel Cademartori (SPD), Esra Limbacher (SPD), Michael Brand (CDU/CSU), Volker Ullrich (CDU/CSU), Renate Künast (Bündnis 90/Die Grünen), Jens Beeck (FDP), Ulrike Schielke-Ziesing (AfD) und Jan Korte (DIE LINKE).
Im Oktober 2022 besuchte Bodo Ramelow als Bundesratspräsident das Gelände der Colonia Dignidad und sprach mit ehemaligen Gefangenen. Er ist damit der bisher ranghöchste deutsche Politiker, der die ehemaligen Tatorte besucht hat.
Auch wenn Dignidad-Opfer vom deutschen Staat Einmalzahlungen erhalten, ist die Aufarbeitung weiterhin nicht abgeschlossen. Das zeigte auch ein Bericht des ARD-Korrespondenten für Südamerika, Matthias Ebert, in der Tagesschau vom 26. April 2021. Die Frage einer Gedenk- und Dokumentationsstätte auf dem Gelände der Villa Baviera ist noch nicht gelöst; ungeklärt sind die Besitzverhältnisse der früheren Sekte. Es ist außerdem möglich, „dass die Verbrechen straflos bleiben, da Deutschland zum sicheren Rückzugsgebiet der Täter geworden ist“, so Friedrich Straetmanns. Dazu zählt beispielsweise der Arzt Hartmut Hopp, der immer noch frei ist.

### Gedenkstättenkonzept
2016 wurde das Areal unter Denkmalschutz gestellt. Die Gemischte Kommission zur „Colonia Dignidad“ mit Vertretern aus Deutschland und Chile beauftragte 2018 vier Experten, ein Konzept für eine Gedenkstätte bzw. einen Gedenkort auf dem Gelände der Colonia Dignidad zu erarbeiten. Auf deutscher Seite gehören zu den Experten Jens-Christian Wagner als Leiter der Stiftung Gedenkstätten Buchenwald und Mittelbau-Dora und Elke Gryglewski als Leiterin des Dokumentationszentrum KZ Bergen-Belsen und der Stiftung niedersächsische Gedenkstätten. 2021 wurde das erarbeitete Konzept einer gemeinsamen Kommission von Bundestag und Bundesregierung vorgestellt. Demnach ist vorgesehen, die Misshandlungen an Bewohnern und Chilenen sowie die enge Zusammenarbeit mit dem chilenischen Geheimdienst in der Zeit der Pinochet-Diktatur aufzuzeigen. Ebenso soll an einem Massengrab auf dem Gelände an verschwundene und vermutlich dort ermordete Gefangene erinnert werden.
Das Gedenkstättenkonzept sieht vor, den Kern der Colonia Dignidad mit dem Freihaus und Zippelhaus als Bildungs- und Gedenkstätte zu nutzen. In neuen Gebäuden sollen sich Bewohner der Umgebung ansiedeln können, damit aus der abgeschlossenen Enklave ein normales chilenisches Dorf wird. Durch dezentrale Ausstellungen mit Beweismitteln der dort begangenen Verbrechen soll an den jeweiligen historischen Orten an die unterschiedlichen Opfergruppen erinnert werden.
Nach dem Besuch von Bundesratspräsident Bodo Ramelow im Oktober 2022 zeichnete sich ab, dass sich die Einrichtung der geplanten Gedenkstätte um Jahre verzögern wird. Zunächst war nur vorgesehen, bis zum 50. Jahrestag des Militärputsches in Chile im September 2023 auf dem Gelände Gedenktafeln aufzustellen. Die Errichtung einer Gedenkstätte wurde auch bei einem Besuch von Bundeskanzler Olaf Scholz im Januar 2023 in Chile und dessen Gespräch mit Staatspräsident Gabriel Boric erörtert. Beide sprachen sich für deren Bau aus. In einer Regierungserklärung vom 1. Juni 2024 kündigte Boric dafür die geplante Teilenteignung der ehemaligen deutschen Sektensiedlung an. 2025 kündigte die chilenische Regierung an, den Ort in ein nationales Erinnerungszentrums umzuwandeln. Fünf Bereiche sowie Verbindungswege auf dem 183 Hektar großen Grundstück sollen dafür zwangsenteignet werden. Dies betrifft das Zentrum der Siedlung mit dem früheren Wohnhaus des Sektenführers Paul Schäfers, ein als Folterzentrum genutzter Kartoffelkeller und das Krankenhaus, in dem Bewohner unter Zwangsmedikation gestellt wurden. Die auf dem Gelände verbliebenen Siedlungsbewohner kritisieren die Pläne, da sie in den betroffenen Häusern einen Restaurant- und Hotelbetrieb führen.

### Wirtschaftliche Verhältnisse
Die Kolonie war in den ersten Jahrzehnten ihres Bestehens zu einem großen Wirtschaftsunternehmen gewachsen. Zeitweise hatte die Kolonie auch von Pinochet die Erlaubnis zum Abbau von Gold und Uran. Im Jahr 1989 wurde das gesamte Vermögen der Sekte in eine Holding mit mehreren Aktiengesellschaften übertragen und die Kolonie in „Villa Baviera“ umbenannt.
Medien zufolge befindet sich das Eigentum – darunter umfangreiche Ländereien mit Wäldern und Landwirtschaftsbetrieben – heute in der Hand weniger Eigentümer. Hierzu zählen auch Forstbetriebe, Immobilien, Bau- und Transportfirmen. Über Jahrzehnte hatte die Colonia Dignidad unter der Herrschaft Paul Schäfers ein Vermögen angehäuft, welches vor allem durch unbezahlte Arbeit der Mitglieder verdient werden konnte.
Am 29. Juni 2017 forderte der Bundestag die Bundesregierung einstimmig dazu auf, die historische und juristische Aufarbeitung sowie die Klärung der Besitzverhältnisse der Colonia Dignidad/Villa Baviera in enger Zusammenarbeit mit der chilenischen Regierung voranzutreiben. Eine daraufhin angefertigte Studie wurde auf Druck der Nachfolgefirmen der Kolonie als Verschlusssache eingestuft. Im Jahr 2020 begann eine Auszahlung seitens des deutschen Staates an etwa 200 Opfer der Kolonie. Etwa 20 Betroffene in Chile und Deutschland sollen zunächst die Hilfsleistungen in Höhe von bis zu 10.000 Euro (Stand: April 2020) erhalten. Die individuellen Hilfsleistungen an die Opfer der „Colonia Dignidad“ werden seit Januar 2020 ausgezahlt.

## Audiovisuelle Medien
Dokumentarfilme
- 2009: Deutsche Seelen – Leben nach der Colonia Dignidad, von Martin Farkas und Matthias Zuber
- 2015: Colonia Dignidad – Gefangen in einer Sekte, aus der Reihe Planet Wissen, ARD/WDR 2015 (59 Min.), Video in ARD Mediathek
- 2016: Die Sekte der Folterer, aus der Reihe Die Story im Ersten, ARD/SWR (45 Min.)
- 2020: Colonia Dignidad – Das lange Schweigen, Film von Matthias Ebert, phoenix/SWR
- 2020: Colonia Dignidad – Aus dem Innern einer deutschen Sekte, Miniserie von Annette Baumeister und Wilfried Huismann, in zwei Fassungen: 4-mal 52 Minuten (Arte) und 2-mal 90 Minuten (Das Erste)
- 2021: Colonia Dignidad: Eine deutsche Sekte in Chile, Miniserie, 6 Episoden, von Annette Baumeister und Wilfried Huismann, Netflix Original

Interviewarchiv
- Colonia Dignidad. Ein chilenisch-deutsches Oral History-Archiv, Sammlung mit 70 lebensgeschichtlichen Video-Interviews, Freie Universität Berlin

Fiktionale Werke
- 2015: Colonia Dignidad – Es gibt kein Zurück (Colonia), Spielfilm von Florian Gallenberger mit Emma Watson und Daniel Brühl
- 2018: La Casa Lobo, Spielfilm von Cristóbal León und Joaquín Cociña
- 2019: Dignity, Fernsehserie der deutschen Streamingplattform Joyn und des chilenischen Fernsehsenders Mega
- 2021: Un lugar llamado Dignidad, Spielfilm von Matías Rojas Valencia mit Hanns Zischler

Hörfunkbeiträge
- Heike Tauch: Villa Baviera. Die ehemalige Colonia Dignidad (PDF; 101 kB). DLF/SWR, 2007
  - Heike Tauch: Wenn Familie Gefahr bedeutet. BR, 2007
- Julio Segador: Die frühere Colonia Dignidad in Chile – Vom Folterzentrum zum Ferienparadies, Deutschlandfunk – Hintergrund vom 19. Januar 2016
- Ute Löhning: Opfer der Colonia Dignidad – Versklavt, verarmt, vergessen?, Deutschlandfunk – Hintergrund vom 12. April 2017
- Ute Löhning: Bundesregierung muss Konzept vorlegen – Schwierige Aufarbeitung der Colonia Dignidad-Verbrechen, Deutschlandfunk – Hintergrund vom 28. Juni 2018
- Paulina Krasa, Laura Wohlers: Mordlust #35 Die Ruten & Kolonie der Würde. Podcast von Funk vom 26. November 2019